# Yardley Hastings
Yardley Hastings is een civil parish in het bestuurlijke gebied South Northamptonshire, in het Engelse graafschap Northamptonshire met 745 inwoners.